# Робинзон Крузо (оперета)
 Тази статия е за оперетата.  За други значения вижте Робинзон Крузо.  
„Робинзон Крузо“ (Robinson Crusoé) е оперета от Жак Офенбах.
Френското либрето е написано от Йожен Кормон (Eugène Cormon) и Ектор-Жонатан Кремьо (Hector-Jonathan Crémieux). Представлява свободна адаптация от романа „Робинзон Крузо“ на Даниел Дефо.

## Представления
Оперетата Робинзон Крузо е поставена за първи път на сцена на 23 ноември 1867 г. в „Опера Комик“ (Opéra-Comique), Париж. Ролята на Петкан е изпълнена от френското мецосопрано Селестин Гали-Марие, която по-късно става известна като първата Кармен. Въпреки положителните отзиви на публиката и пресата след премиерата оперетата не е изпълнявана до 1973 на фестивала в Камден.
„Опера дела Луна“ (Opera della Luna) – британска пътуваща театрална трупа от певци и комедианти, поставя на сцена творбата през 1994 г. и в Илфорд през 2004 г. „Охайо Лайт Опера“ (Ohio Light Opera) - професионална опера в Охайо с репертоар предимно от оперетния жанр, представя Робинзон Крузо през 1996 г.

## Роли
| Роли                                       | Гласове     | Премиера 23 ноември 1867 |
| ------------------------------------------ | ----------- | ------------------------ |
| Робинзон Крузо                             | тенор       |                          |
| Петкан                                     | мецосопрано | Селестин Мари            |
| Едвиж, годеница на Робинзон                | сопрано     |                          |
| Сюзан, прислужница                         | сопрано     |                          |
| Тоби, прислужник                           | тенор       |                          |
| Джим Кокс, съсед и после канибалски готвач | баритон     |                          |
| Сър Уилям Крузо                            | бас         |                          |
| Лейди Дебора Крузо                         | мецосопрано |                          |
| Уил Аткинс                                 | баритон     |                          |
|                                            |             |                          |

## Сюжет
Робинзон Крузо̀ – романтичен авантюрист от Бристол, тръгва по море да търси приключения. Претърпява корабокрушение и е нападнат от пирати. Годеницата му с 2 прислужници тръгва да го търси и попада на същия тропически остров, където срещат и Петкан. Заловени са от канибали, чийто готвач се оказва от Бристол. Петкан спасява англичаните и те се връщат в Бристол.

## Записи
През 1980 г. британският звукозаписен лейбъл Opera Rara пуска запис на английски на оперетата с участието на Кралския филхармоничен оркестър. Диригент е Алън Франсис.